# Benjamin Afgour
Benjamin Afgour (* 1. April 1991 in Rethel) ist ein französischer Handballspieler.

## Karriere

### Verein
Benjamin Afgour lernte das Handballspielen bei Dunkerque HBGL. Ab 2009 stand der 1,95 m große Kreisläufer im Kader des französischen Erstligisten, mit dem er 2011 die Coupe de France, 2013 die Coupe de la Ligue und die Trophée des champions sowie 2014 die französische Meisterschaft gewann. Im EHF-Pokal 2011/12 unterlag Dunkerque erst in den Finalspielen gegen Frisch Auf Göppingen. Im Sommer 2017 nahm ihn Montpellier Handball unter Vertrag. Mit dem französischen Rekordmeister gewann er 2018 die EHF Champions League und die Trophée des champions. Nach Ablauf seines Vertrages kehrte er 2020 nach Dunkerque zurück.

### Nationalmannschaft
In der französischen A-Nationalmannschaft debütierte Afgour beim 29:23 gegen Katar am 4. Januar 2014 in Paris. Nachdem sich Luka Karabatic im letzten Vorbereitungsspiel auf die Europameisterschaft 2018 verletzt hatte, wurde Afgour für den Kreisläufer nachnominiert. Beim Turnier hatte er mit 23 Minuten die kürzeste Einsatzzeit aller Franzosen und blieb in vier Spielen ohne Torerfolg. Am Turnierende gewann er mit Frankreich die Bronzemedaille. Insgesamt bestritt er 12 Länderspiele, in denen er 17 Tore erzielte.